# Symmorphus negrosensis
Symmorphus negrosensis är en stekelart som beskrevs av Meg S. Cumming och Vecht 1986. Symmorphus negrosensis ingår i släktet vedgetingar, och familjen Eumenidae. Inga underarter finns listade i Catalogue of Life.